# Surtees TS16
De Surtees TS16 was een Formule 1-raceauto die werd gebouwd en gebruikt door de Surtees Racing Organisation in 1974 en 1975. De auto was ontworpen door teameigenaar John Surtees. De auto was niet erg succesvol. Er werden in twee seizoenen slechts drie WK-punten mee gescoord.

## Voorgeschiedenis
Oud-motorcoureur John Surtees behaalde zijn laatste van zes wereldtitels in het seizoen 1960 zowel in de 350- als de 500cc-klasse. In dat jaar reed hij ook zijn eerste races in de Formule 1. Hij reed voor teams als Lotus, Cooper, Lola en Ferrari, waarmee hij in het seizoen 1964 ook F1-wereldkampioen werd. In 1966 begon hij zijn eigen Surtees Racing Organisation en in 1969 verscheen de eerste Surtees-auto voor de Formule 5000, de Surtees TS5. Uit die auto groeide de eerste Formule 1-auto, de Surtees TS7 (1970), gevolgd door de Surtees TS9 (1971-1972) en de Surtees TS14 (1972-1973)

## Surtees TS16

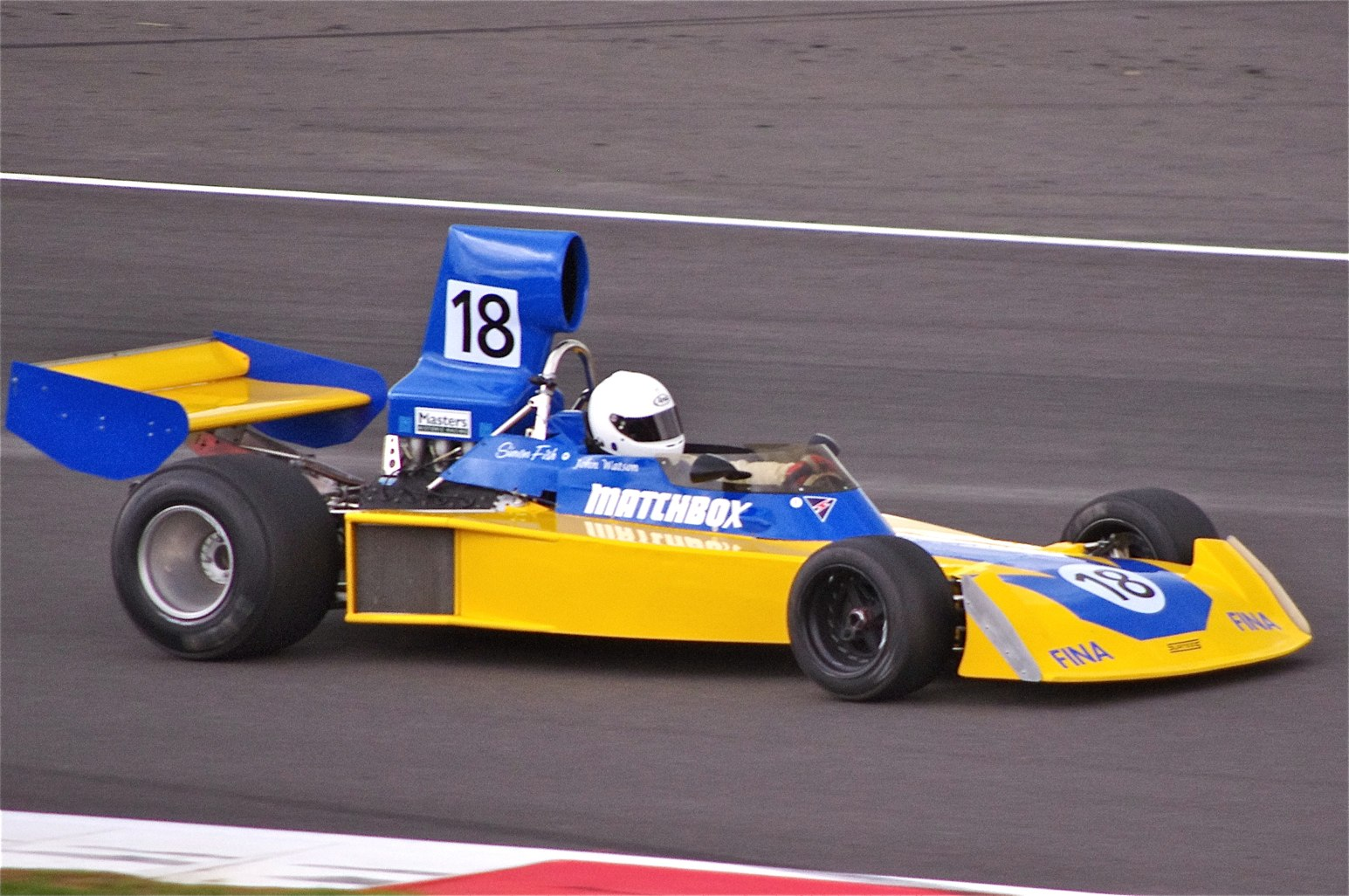
Surtees TS16 tijdens de Silverstone Classic in 2011

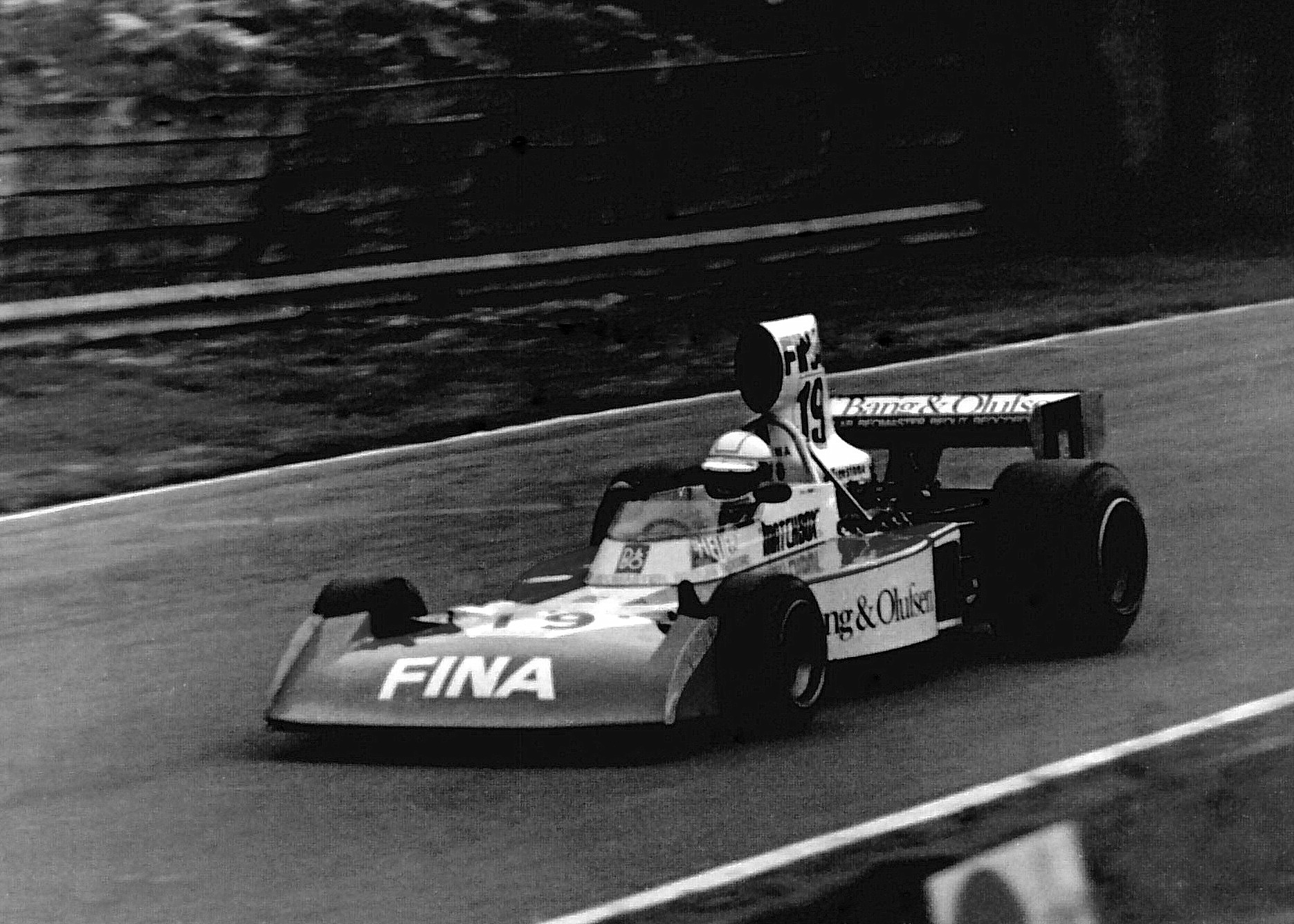
Jochen Mass tijdens de Britse Grand Prix van 1974

Nadat het seizoen 1972 met de Surtees TS9B met een vijfde plaats in het constructeurskampioenschap het meest succesvolle van het Team Surtees was geweest, was de TS14(B) erg tegengevallen. De auto kende veel verschillende technische problemen en het team werd slechts zevende in het kampioenschap. John Surtees ontwierp voor het seizoen 1974 de nieuwe Surtees TS16. 
Mike Hailwood was vertrokken naar McLaren, maar Jochen Mass, die in 1973 al drie races voor Surtees gereden had, kreeg nu een vast contract. Hij verliet Surtees tegen het einde van het seizoen. Ook hij ging naar McLaren. Carlos Pace bleef aanvankelijk bij het team, maar vertrok halverwege het seizoen na onenigheid met John Surtees naar Brabham. Hij werd vervangen door Derek Bell.

### Seizoen 1974
Tijdens de Argentijnse Grand Prix vielen beide coureurs uit, Pace door problemen met zijn wielophanging, Mass door motorproblemen. In de GP van Brazilië werd Pace vierde, waarmee hij de enige drie punten scoorde die de TS16 ten deel zouden vallen. Mass werd slechts zeventiende. De GP van Zuid-Afrika begon hoopvol toen Pace zich als tweede kwalificeerde, slechts 0,05 seconde achter Niki Lauda (Ferrari). In de race werd Pace slechts elfde met twee ronden achterstand. Jochen Mass viel uit met wielophangingsproblemen. Tijdens de GP van Spanje vond een merkwaardig incident plaats. Jorge de Bagration zou met een Surtees deelnemen, maar toen de vertrekkende president van de Spaanse Motorsportfederatie zijn bureau opruimde gingen de inschrijflijsten verloren. Toen er nieuwe lijsten werden gemaakt kwam de Bagration daar niet op voor en mocht hij niet deelnemen. Carlos Pace werd hier dertiende, Mass viel uit door een defecte versnellingsbak. In de GP van België viel Pace terug na een lekke band. Hij wist zich nog terug te vechten in het veld, maar moest opgeven door vibraties. Jochen Mass viel uit door een defecte wielophanging. De Fin Leo Kinnunen kreeg van de miljardair Antti Aarnio-Wihuri en diens AAW Racing Team de beschikking over een TS16, maar wist zich niet te kwalificeren voor de race. Carlos Pace viel uit door een botsing tijdens de GP van Monaco, terwijl Jochen Mass om onbekende redenen niet van start ging. Tijdens de GP van Zweden wist Kinnunen zich als laatste te kwalificeren, maar geen enkele Surtees haalde de finish. Kinnunen viel uit met motorproblemen, Mass met wielophangingsproblemen en Pace met wegliggingsproblemen. Jochen Mass was na het vertrek van Carlos Pace de enige vertegenwoordiger van Surtees tijdens de GP van Nederland, maar hij viel uit door een defecte transmissie. Tijdens de GP van Frankrijk debuteerde José Dolhem met een Surtees en ook Leo Kinnunen nam weer deel, maar beiden wisten zich niet te kwalificeren. Jochen Mass viel uit met een defecte koppeling. Tijdens de Britse Grand Prix debuteerde Derek Bell als vervanger voor de naar Brabham vertrokken Carlos Pace. Bell had in 1970 met de Surtees TS7 een punt gescoord, maar was verder slechts sporadisch in de Formule 1 gestart. Op Brands Hatch wist hij zich net als Leo Kinnunen niet te kwalificeren. Dat lukte Jochen Mass wel, maar hij werd veertiende en laatste in de race. Tijdens de GP van Duitsland finishte Bell als elfde, Mass viel uit met motorproblemen. Tijdens de GP van Oostenrijk debuteerde de Oostenrijker Dieter Quester namens het Memphis International Team met een Surtees TS16. Terwijl de andere Surtees-rijders Kinnunen, Bell en Jean-Pierre Jabouille zich niet wisten te kwalificeren, lukte dat Quester wel. Hij finishte als negende. Kinnunen, Bell en Dolhem gingen naar de GP van Italië, maar geen van hen kwam door de kwalificatie. Tijdens de GP van Canada debuteerde de Oostenrijker Helmuth Koinigg. Hij kwalificeerde zich als 22e, terwijl Derek Bell niet door de kwalificatie kwam. Koinigg reed een goede race die hij als tiende afsloot. Tijdens de GP van de USA op Watkins Glen gebeurde een ernstig ongeluk. Tijdens de tiende ronde brak de wielophanging van de TS16 van Helmuth Koinigg. Hij botste relatief traag tegen de geleiderail, waarvan het onderste deel afbrak. Het bovenste deel bleef intakt en onthoofde Koinigg. Hij was de enige Surtees-rijder in de race, nu Bell niet aanwezig was en Dolhem niet was gestart.

### Seizoen 1975
Derek Bell, Leo Kinnunen en José Dolhem beëindigden hun Formule 1-carrière. Surtees vond een vervanger in John Watson, die voor Goldie Hexagon Racing/Brabham gereden had. Watson zou geen enkel punt met de Surtees scoren. Tijdens de GP van Argentinië probeerde hij langs de baan een losse brandstofleiding te repareren, waarna hij gediskwalificeerd werd. In de GP van Brazilië finishte hij als tiende. In de GP van Zuid-Afrika viel hij uit door een defecte koppeling. In de GP van Spanje reed hij even op de derde plaats, maar moest opgeven door de vibraties waarvan de auto ook al in het vorige seizoen last had gehad. Tijdens de GP van Monaco spinde hij van de baan. In de GP van België botste hij met de McLaren van Jochen Mass, die uitviel. Watson liet een nieuwe neus monteren en werd alsnog tiende. In de GP van Zweden eindigde hij als zestiende. Tijdens de Nederlandse Grand Prix brak een vleugelsteun van de auto en moest Watson opnieuw door vibraties opgeven. Tijdens de GP van Frankrijk finishte hij als dertiende. Tijdens de Britse Grand Prix startte Dave Morgan met een Surtees. De race werd afgebroken door een zware hagelstorm, waardoor veel auto's crashten en slipten. Er werd besloten de finishvolgorde te bepalen naar de ronde voor de storm. Daardoor werd Watson, die ook gecrasht was, toch nog als elfde geklasseerd. Morgan, eveneens gecrasht, werd achttiende. John Watson reed de Duitse Grand Prix voor Lotus. In de GP van Oostenrijk werd hij met de Surtees tiende. Daarna was Watson's relatie met Surtees voorbij. Hij reed de Amerikaanse Grand Prix voor het Team Penske. 

### Seizoen 1976
In het seizoen 1976 was de TS16 al opgevolgd door de TS19, maar de Britse Divina Galica probeerde zich tevergeefs te kwalificeren voor de Britse Grand Prix. Ze was echter wel tamelijk succesvol in de Shellsport International Series, een serie van dertien races die op vijf verschillende circuits werd verreden. Van de 67 deelnemers (die niet allemaal aan alle races deelnamen) werd ze met de Surtees TS16 vierde. 

## Resultaten wereldkampioenschap Formule 1
| Jaar | Team                                     | Motor                    | Banden | Coureur               | 1       | 2       | 3       | 4       | 5       | 6       | 7       | 8       | 9       | 10      | 11      | 12      | 13      | 14      | 15      | 16 | Punten | WCC |
| ---- | ---------------------------------------- | ------------------------ | ------ | --------------------- | ------- | ------- | ------- | ------- | ------- | ------- | ------- | ------- | ------- | ------- | ------- | ------- | ------- | ------- | ------- | -- | ------ | --- |
| 1974 | Team Surtees Bang & Olufsen Team Surtees | Ford Cosworth DFV 3.0 V8 | F      | Carlos Pace           | ARG DNF | BRA 4e  | ZAF 11e | SPA 13e | BEL DNF | MON DNF | ZWE DNF | Brabham | Brabham | Brabham | Brabham | Brabham | Brabham | Brabham | Brabham |    | 3      | 11e |
| 1974 | Team Surtees Bang & Olufsen Team Surtees | Ford Cosworth DFV 3.0 V8 | F      | Jochen Mass           | ARG DNF | BRA 17e | ZAF DNF | SPA DNF | BEL DNF | MON DNS | ZWE DNF | NED DNF | FRA DNF | GBR 14e | DUI DNF | McLaren | McLaren | McLaren | McLaren |    | 3      | 11e |
| 1974 | Team Surtees Bang & Olufsen Team Surtees | Ford Cosworth DFV 3.0 V8 | F      | Derek Bell            |         |         |         |         |         |         |         |         |         | GBR DNQ | DUI 11e | OOS DNQ | ITA DNQ | CAN DNQ | VST -   |    | 3      | 11e |
| 1974 | Team Surtees Bang & Olufsen Team Surtees | Ford Cosworth DFV 3.0 V8 | F      | José Dolhem           |         |         |         |         |         |         |         |         | FRA DNQ | GBR -   | DUI -   | OOS -   | ITA DNQ | CAN -   | VST DNS |    | 3      | 11e |
| 1974 | Team Surtees Bang & Olufsen Team Surtees | Ford Cosworth DFV 3.0 V8 | F      | Jean-Pierre Jabouille |         |         |         |         |         |         |         |         |         |         |         | OOS DNQ |         |         |         |    | 3      | 11e |
| 1974 | Team Surtees Bang & Olufsen Team Surtees | Ford Cosworth DFV 3.0 V8 | F      | Helmuth Koinigg       |         |         |         |         |         |         |         |         |         |         |         |         |         | CAN 10e | VST (†) |    | 3      | 11e |
| 1974 | Memphis International Team Surtees       | Ford Cosworth DFV 3.0 V8 | F      | Dieter Quester        |         |         |         |         |         |         |         |         |         |         |         | OOS 9e  |         |         |         |    | 3      | 11e |
| 1974 | AAW Racing                               | Ford Cosworth DFV 3.0 V8 | F      | Leo Kinnunen          |         |         |         |         | BEL DNQ | MON -   | ZWE DNF | NED DNQ | FRA -   | GBR DNQ | DUI -   | OOS DNQ | ITA DNQ | CAN -   | VST -   |    | 3      | 11e |
| 1975 | Matchbox Team Surtees                    | Ford Cosworth DFV 3.0 V8 | G      | John Watson           | ARG DSQ | BRA 10e | ZAF DNF | SPA 8e  | MON DNF | BEL 10e | ZWE 16e | NED DNF | FRA 13e | GBR 11e | DUI DNS | OOS 10e | ITA -   | VST DNS |         |    | 0      | -   |
| 1975 | Team Surtees with National Organs        | Ford Cosworth DFV 3.0 V8 | G      | Dave Morgan           |         |         |         |         |         |         |         |         |         | GBR 18e |         |         |         |         |         |    | 0      | -   |
| 1976 | Team Shellsport/Whiting                  | Ford Cosworth DFV 3.0 V8 | G      | Divina Galica         |         |         |         |         |         |         |         |         | GBR DNQ |         |         |         |         |         |         |    | 0      | -   |

## Resultaten niet-kampioenschapsraces Formule 1
| Jaar | Team                                     | Motor                    | Banden | Coureur     | 1      | 2       | 3      |
| ---- | ---------------------------------------- | ------------------------ | ------ | ----------- | ------ | ------- | ------ |
| 1974 | Team Surtees Bang & Olufsen Team Surtees | Ford Cosworth DFV 3.0 V8 | F      | Jochen Mass | PRE 4e | ROC DNS | INT 2e |
| 1974 | Team Surtees Bang & Olufsen Team Surtees | Ford Cosworth DFV 3.0 V8 | F      | Carlos Pace | PRE 9e | ROC -   | INT -  |
| 1975 | Team Surtees                             | Ford Cosworth DFV 3.0 V8 | G      | John Watson | ROC 2e | INT 4e  | ZWI 5e |